# Bolbochromus laetus
Bolbochromus laetus är en skalbaggsart som beskrevs av John Obadiah Westwood 1852. Bolbochromus laetus ingår i släktet Bolbochromus och familjen Bolboceratidae. Inga underarter finns listade.